# Asyneuma campanuloides
Asyneuma campanuloides là loài thực vật có hoa trong họ Hoa chuông. Loài này được (M.Bieb. ex Sims) Bornm. mô tả khoa học đầu tiên năm 1921.